# Illinois (album của Brett Eldredge)
Illinois là album phòng thu thứ hai của nghệ sĩ nhạc đồng quê Hoa Kỳ Brett Eldredge.  Album ra mắt vào ngày 11 tháng 9 năm 2015 thông qua Atlantic Records Nashville. Đĩa đơn mở đường cho album, "Lose My Mind", được ra mắt trên các đài phát thanh vào ngày 4 tháng 5 năm 2015. Eldredge đồng sáng tác tất cả các bài hát, và phối hợp sản xuất album cùng với Ross Copperman và Brad Crisler.

## Tiếp nhận phê bình
Đánh giá album đạt 4 trên 5 sao, Stephen Thomas Erlewine ca ngợi âm hưởng R&B trong đó, nhận xét rằng "Sự tình cảm và một phong cách kín đáo khác biệt hầu như bị thiếu hụt trong Bring You Back, bài hát này chỉ như là một món hàng được các đài phát thanh nhạc đồng quê đặt trước, và dĩ nhiên nó đã đem lại sự sinh động cho Illinois, nhưng sự đắt giá không nằm ở sức mạnh của các ca khúc."

## Diễn biến thương mại
Illinois ra mắt ở vị trí thứ 3 trên bảng xếp hạng US Billboard 200, với 51.000 đơn vị tiêu thụ tính đến ngày 17 tháng 9 (trong đó có 44.000 bản là album truyền thống). Đây là album có tuần mở đầu tốt nhất trong sự nghiệp của Eldredge, vượt qua Bring You Back (2013).

## Danh sách và thứ tự các bài hát
| STT | Nhan đề                                        | Sáng tác                                                                                          | Thời lượng |
| --- | ---------------------------------------------- | ------------------------------------------------------------------------------------------------- | ---------- |
| 1.  | "Fire"                                         | Brett Eldredge Ross Copperman Jon Nite                                                            | 3:18       |
| 2.  | "You Can't Stop Me" (hợp tác với Thomas Rhett) | Eldredge Copperman Heather Morgan                                                                 | 3:24       |
| 3.  | "Lose My Mind"                                 | Eldredge Copperman Morgan Brian Burton Thomas Callaway Gian Franco Reverberi Gian Piero Reverberi | 2:36       |
| 4.  | "Wanna Be That Song"                           | Eldredge Copperman Scooter Carusoe                                                                | 3:56       |
| 5.  | "Time Well Spent"                              | Eldredge Carusoe Chris DeStefano                                                                  | 3:36       |
| 6.  | "If You Were My Girl"                          | Eldredge Copperman Nite                                                                           | 3:33       |
| 7.  | "Illinois"                                     | Eldredge Brad Crisler Tom Douglas                                                                 | 3:22       |
| 8.  | "Just a Taste"                                 | Eldredge Copperman Morgan                                                                         | 3:29       |
| 9.  | "Drunk on Your Love"                           | Eldredge Copperman                                                                                | 2:54       |
| 10. | "Lose It All"                                  | Eldredge Crisler Bill Anderson                                                                    | 3:41       |
| 11. | "Shadow"                                       | Eldredge Copperman Morgan                                                                         | 2:41       |
| 12. | "Going Away for Awhile"                        | Eldredge Copperman Morgan                                                                         | 3:13       |

## Xếp hạng

### Album
| Bảng xếp hạng (2015)                 | Vị trí cao nhất |
| ------------------------------------ | --------------- |
| Album Canada (Billboard)             | 10              |
| Album Hoa Kỳ Billboard 200           | 3               |
| Album Hoa Kỳ Top Country (Billboard) | 1               |

### Đĩa đơn
| 2015                                           | "Lose My Mind"A | 5 | 4 | 52 | 5 | 59 | - Hoa Kỳ: 259.000 |
| "—" Đĩa đơn không xuất hiện trên bảng xếp hạng |                 |   |   |    |   |    |                   |

- AĐĩa đơn hiện hành.[13]